# Liga ACT femenina 2016
La Liga ACT femenina 2016 (conocida como Liga Euskotren 2016 por motivos de patrocinio) fue la octava edición desde que se iniciara la competición femenina de traineras organizada por la Asociación de Clubes de Traineras en 2009. Compitieron 4 equipos encuadrados en un único grupo. La temporada comenzó el 9 de julio en Orio (Guipúzcoa) y terminó el 14 de agosto en Zarauz (Guipúzcoa).

## Sistema de competición
Participaron 4 tripulaciones: la trainera ganadora de la edición anterior de la liga acompañada de las 3 mejores tripulaciones después de disputar las dos primeras regatas de la temporada.
De esta manera, la competición constó de dos tipos de regatas:
- Clasificatorias: todas las traineras inscritas participaron en las dos primeras regatas, clasificándose para la Liga ACT femenina San Juan-Iberdrola, como ganadora de la edición anterior, y las tres mejores clasificadas.
- Temporada regular: compuesta por seis regatas en las que solo participaron los 4 clubes clasificados.

Los puntos obtenidos en las regatas clasificatorias computaron a efectos de la clasificación final de la liga.
Las regatas clasificatorias y la Bandera de Bilbao de esta temporada se disputaron en modalidad contrarreloj y el resto en una tanda en líneas con cuatro calles. En todos los casos la distancia a bogar en cada regata fue de 1.5 millas náuticas que equivalen a 2778 metros.

## Calendario
Las siguientes regatas se disputaron en 2016.

### Clasificatorias
| Orden | Regata                  | Fecha       | Hora  | Modalidad    | Localidad     | Provincia |
| ----- | ----------------------- | ----------- | ----- | ------------ | ------------- | --------- |
| 1     | IV Bandera Orio Kanpina | 9 de julio  | 18:30 | Contrarreloj | Orio          | Guipúzcoa |
| 2     | V Bandera Eusko Label   | 10 de julio | 12:00 | Contrarreloj | San Sebastián | Guipúzcoa |

### Temporada regular
Se mantiene numeración correlativa incluyendo las regatas clasificatorias.
| Orden | Regata                              | Fecha        | Hora  | Modalidad         | Localidad | Provincia |
| ----- | ----------------------------------- | ------------ | ----- | ----------------- | --------- | --------- |
| 3     | Bandera de Bilbao                   | 16 de julio  | 18:00 | Contrarreloj      | Bilbao    | Vizcaya   |
| 4     | VIII Bandera de Guecho              | 17 de julio  | 12:00 | En línea 4 calles | Guecho    | Vizcaya   |
| 5     | Batelerak, pioneras en igualdad     | 30 de julio  | 18:00 | En línea 4 calles | Pasajes   | Guipúzcoa |
| 6     | V Bandera Euskotren                 | 31 de julio  | 12:00 | En línea 4 calles | Zumaya    | Guipúzcoa |
| 7     | VIII Bandera de Zarauz (1ª jornada) | 13 de agosto | 18:00 | En línea 4 calles | Zarauz    | Guipúzcoa |
| 8     | VIII Bandera de Zarauz (2ª jornada) | 14 de agosto | 12:00 | En línea 4 calles | Zarauz    | Guipúzcoa |

## Traineras participantes

### Clasificatorias

#### Puntuaciones
Los puntos se reparten entre las siete participantes en cada regata, excluida la de San Juan-Iberdrola al estar ya clasificada como campeona de la temporada anterior.
| Posición | 1.ª | 2.ª | 3.ª | 4.º | 5.º | 6.º | 7.º |
| -------- | --- | --- | --- | --- | --- | --- | --- |
| Puntos   | 7   | 6   | 5   | 4   | 3   | 2   | 1   |

#### Resultados por regata
| Pos. | Club                             | Trainera         | 1 ORI | 2 LAB | Puntos |
| ---- | -------------------------------- | ---------------- | ----- | ----- | ------ |
| 1    | San Juan-Iberdrola               | Batelerak        | 1     | 1     | 0      |
| 2    | Hibaika-Jamones Ancin            | Madalen          | 2     | 2     | 14     |
| 3    | Orio-Babyauto                    | Txiki            | 3     | 3     | 12     |
| 4    | Cabo-Puebla                      | Cabo da Cruz     | 4     | 4     | 10     |
| 5    | Getaria-Zarautz                  | Esperantza       | 5     | 6     | 7      |
| 6    | Arraun Lagunak                   | Lugañene         | 7     | 5     | 6      |
| 7    | Hernani-Iparragirre Sagardotegia | Maialen          | 6     | 7     | 5      |
| 8    | Fuenterrabía-Bertako Igogailuak  | Ama Guadalupekoa | 8     | 8     | 2      |

| Color  | Resultado |
| ------ | --------- |
| Oro    | Ganador   |
| Plata  | Segundo   |
| Bronce | Tercero   |
| Verde  | Puntuó    |

### Clubes clasificados
| Equipo                | Nombre de la trainera | Patrona                         | Localidad                   | Provincia |
| --------------------- | --------------------- | ------------------------------- | --------------------------- | --------- |
| Cabo-Puebla           | Cabo da Cruz          | Natalia Tubio, Andrea Collazo   | Boiro, Puebla del Caramiñal | La Coruña |
| Orio-Orialki          | Txiki                 | Nadeth Agirre                   | Orio                        | Guipúzcoa |
| Hibaika-Jamones Ancin | Madalen               | Aiala Uribelarrea, Naroa Galdos | Rentería                    | Guipúzcoa |
| San Juan-Iberdrola    | Batelerak             | Nerea Pérez, Inder Paredes      | Pasajes de San Juan         | Guipúzcoa |

Los clubes participantes están ordenados geográficamente, de oeste a este.

### Equipos clasificados por provincia
| Provincia | N. | Equipos                                                 |
| --------- | -- | ------------------------------------------------------- |
| Guipúzcoa | 3  | Orio-Orialki, Hibaika-Jamones Ancin, San Juan-Iberdrola |
| La Coruña | 1  | Cabo-Puebla                                             |

### Clubes no clasificados
| Equipo                           | Nombre de la trainera | Patrona          | Localidad        | Provincia |
| -------------------------------- | --------------------- | ---------------- | ---------------- | --------- |
| Getaria-Zarautz                  | Enbata                | Izaro Lestayo    | Guetaria, Zarauz | Guipúzcoa |
| Hernani-Iparragirre Sagardotegia | Maialen               | Añarbe Kalonje   | Hernani          | Guipúzcoa |
| Arraun Lagunak                   | Lugañene              | Andrea Astudillo | San Sebastián    | Guipúzcoa |
| Fuenterrabía-Bertako Igogailuak  | Ama Guadalupekoa      | Estibaliz Gezala | Fuenterrabía     | Guipúzcoa |

Los clubes participantes están ordenados geográficamente, de oeste a este.

## Clasificación
A continuación se recoge la clasificación en cada una de las regatas disputadas.

### Temporada regular

#### Puntuaciones
Los puntos se reparten entre las cuatro participantes en cada regata.
| Posición | 1.ª | 2.ª | 3.ª | 4.ª |
| -------- | --- | --- | --- | --- |
| Puntos   | 4   | 3   | 2   | 1   |

#### Resultados por regata
Se incluyen los resultados de las regatas clasificatorias para mayor claridad ya que se computan los puntos obtenidos en dichas regatas pero aplicando la tabla de puntuaciones de la temporada regular, esto es, un máximo de 4 puntos por regata.
| Pos. | Club                  | Trainera     | 1 ORI | 2 LAB | 3 BIL | 4 GUE | 5 BAT | 6 TRE | 7 ZA1 | 8 ZA2 | Puntos |
| ---- | --------------------- | ------------ | ----- | ----- | ----- | ----- | ----- | ----- | ----- | ----- | ------ |
| 1    | San Juan-Iberdrola    | Batelerak    | 1     | 1     | 1     | 1     | 2     | 1     | 2     | 1     | 30     |
| 2    | Hibaika-Jamones Ancin | Madalen      | 2     | 2     | 2     | 2     | 1     | 2     | 1     | 2     | 26     |
| 3    | Orio-Babyauto         | Txiki        | 3     | 3     | 4     | 3     | 3     | 3     | 3     | 3     | 15     |
| 4    | Cabo-Puebla           | Cabo da Cruz | 4     | 4     | 3     | 4     | 4     | 4     | 4     | 4     | 9      |

#### Evolución de la clasificación
| Jornada / Club        | 1 | 2 | 3 | 4 | 5 | 6 | 7 | 8 |
| Jornada / Club        |   |   |   |   |   |   |   |   |
| --------------------- | - | - | - | - | - | - | - | - |
| San Juan-Iberdrola    | 1 | 1 | 1 | 1 | 1 | 1 | 1 | 1 |
| Hibaika-Jamones Ancin | 2 | 2 | 2 | 2 | 2 | 2 | 2 | 2 |
| Orio-Babyauto         | 3 | 3 | 3 | 3 | 3 | 3 | 3 | 3 |
| Cabo-Puebla           | 4 | 4 | 4 | 4 | 4 | 4 | 4 | 4 |

|  | Gráfico no disponible temporalmente debido a problemas técnicos. |

#### Palmarés
| Pos. | Club                  | Victorias | Segundas | Terceras | Mejor resultado | Puntos |
| ---- | --------------------- | --------- | -------- | -------- | --------------- | ------ |
| 1    | San Juan-Iberdrola    | 6         | 2        | -        | 1.ª             | 30     |
| 2    | Hibaika-Jamones Ancin | 2         | 6        | -        | 1.ª             | 26     |
| 3    | Orio-Babyauto         | -         | -        | 7        | 3.ª             | 15     |
| 4    | Cabo-Puebla           | -         | -        | 1        | 3.ª             | 9      |